# MANTANWEB
MANTANWEB（まんたんウェブ）は、株式会社MANTANが運営する日本の大衆文化関連のニュースサイト。

## 概要
毎日新聞社のニュースサイト「毎日インタラクティブ」内で1998年にオープンしたコンピュータゲーム専門ニュースサイト「ゲームクエスト」および2003年4月25日にオープンしたウェブコミック投稿サイト「まんがたうん」を前身に、両者と連動する紙媒体として同年6月25日に月刊フリーペーパー『まんたんブロード』が創刊され、アニメイトを中心に漫画専門店やキャラクターグッズ専門店・地方都市の書店・レンタルビデオ店で配布していた。
「まんがたうん」は、2004年に毎日新聞のウェブサイトがMSNと統合され「MSN毎日インタラクティブ」となって以降も「mainichi.co.jp」サーバ内に留まり、2006年7月27日に「まんたんウェブ」としてリニューアルオープンする。その後、2007年10月1日付で毎日新聞がMSNとの提携を解消して新たに「毎日jp」（現毎日新聞デジタル）をオープンしたのに伴い、URLがmantanweb.mainichi.co.jpからmainichi.jp/enta/mantan/へ変更された。その後、独自URLmantan-web.jp/を取得・移転している。
2007年3月20日、完全子会社の毎日新聞デジタルが設立され編集業務が移管される。紙媒体の発行は2010年3月25日発行の同年4月号を最後に終了し、そのウェブ版と位置付けられていた「まんたんウェブ」は従来の漫画やアニメ、コンピュータゲーム、ライトノベルに留まらずテレビドラマなど芸能分野を含めたポップカルチャーの総合情報サイト「MANTANWEB」へ全面リニューアルされた。2016年には、運営会社の株式会社毎日新聞デジタルが「株式会社MANTAN」に社名変更している。

## 新世紀エンタメ白書
毎日新聞社直営時代の2006年から2008年にかけて、毎年12月に「新世紀エンタメ白書」を発行していた。カタログ的な作品レビュー集で『まんたんブロード』の総集編的な扱いとなっている。
- 2007年版 2006年12月8日発売 ISBN 9784620792880 - 表紙：天広直人
- 2008年版 2007年12月8日発売 ISBN 9784620793085 - 表紙：箸井地図
- 2009年版 2008年12月8日発売 ISBN 9784620793306 - 表紙：美樹本晴彦